# Asienspiele 2022/Drachenboot
Bei den Asienspielen 2022 wurden vom 4. bis 6. Oktober insgesamt sechs Wettbewerbe im Drachenbootsport ausgetragen, davon je drei bei den Männern und bei den Frauen. Austragungsort war das Wenzhou Dragon Boat Centre.

## Bilanz

### Medaillenspiegel
| Platz  | Land       | Gold | Silber | Bronze | Gesamt |
| ------ | ---------- | ---- | ------ | ------ | ------ |
| 1      | China      | 5    | 1      | —      | 6      |
| 2      | Indonesien | 1    | 4      | 1      | 6      |
| 3      | Thailand   | —    | 1      | 2      | 3      |
| 4      | Myanmar    | —    | —      | 2      | 2      |
| 5      | Südkorea   | —    | —      | 1      | 1      |
| Gesamt | Gesamt     | 6    | 6      | 6      | 18     |

### Medaillengewinner
Männer
| Disziplin | Gold | Silber | Bronze |
| --------- | --- | --- | --- |
| 200 m     | ChinaWang Liang Li Chuan Zhang Zhizheng Zheng Jiaxin Lv Luhui Shu Liang Chen Zihuan Chen Fangjia Yang Hailei Feng Chaochao Wang Xiaodong Liu Yu Yu Haijie Sun Jiahao                                         | ThailandPornchai Tesdee Chaiyakarn Choochuen Chitsanupong Sangpan Kasemsit Borriboonwasin Pornprom Kramsuk Phakdee Wannamanee Nopphadol Sangthuang Somchai Sangmuang Sukon Boon-em Suradet Faengnoi Suwan Kwanthong Vinya Seechomchuen Natthapon Kreepkamrai Phatthara Sangdet | IndonesienZubakri Dedi Saputra Andri Agus Mulyana Harjuna Tri Wahyu Buwono Yuda Firmansyah Indra Tri Setiawan Joko Andriyanto Maizir Riyondra Mugi Harjito Muh Burhan Sutrisno Sofiyanto Angga Suwandi Putra                                                                   |
| 500 m     | ChinaWang Liang Li Chuan Zhang Zhizheng Zheng Jiaxin Lv Luhui Shu Liang Chen Zihuan Chen Fangjia Yang Hailei Feng Chaochao Wang Xiaodong Liu Yu Yu Haijie Sun Jiahao                                         | IndonesienZubakri Dedi Saputra Andri Agus Mulyana Harjuna Tri Wahyu Buwono Yuda Firmansyah Indra Tri Setiawan Joko Andriyanto Maizir Riyondra Mugi Harjito Muh Burhan Sutrisno Sofiyanto Angga Suwandi Putra                                                                   | ThailandPornchai Tesdee Chaiyakarn Choochuen Chitsanupong Sangpan Kasemsit Borriboonwasin Pornprom Kramsuk Phakdee Wannamanee Nopphadol Sangthuang Somchai Sangmuang Sukon Boon-em Suradet Faengnoi Suwan Kwanthong Vinya Seechomchuen Natthapon Kreepkamrai Phatthara Sangdet |
| 1000 m    | IndonesienZubakri Dedi Saputra Andri Agus Mulyana Harjuna Tri Wahyu Buwono Yuda Firmansyah Indra Tri Setiawan Joko Andriyanto Maizir Riyondra Mugi Harjito Muh Burhan Sutrisno Sofiyanto Angga Suwandi Putra | ChinaWang Liang Li Chuan Zhang Zhizheng Zheng Jiaxin Lv Luhui Shu Liang Chen Zihuan Chen Fangjia Yang Hailei Feng Chaochao Wang Xiaodong Liu Yu Yu Haijie Sun Jiahao | MyanmarPyae Sone Aung Myo Hlaing Win Htoo Htoo Aung Pyae Phyo Thant Hein Soe Myint Ko Ko Naing Lin Oo Saw Naing Lin Kyaw Saw Moe Aung Saw Kaung Kaung San Thant Zin Oo Tin Ko Ko Yu Ya Maung Zaw Zaw Tun                                                                       |

Frauen
| Disziplin | Gold | Silber | Bronze |
| --------- | --- | --- | --- |
| 200 m     | ChinaWang Li Shi Yingying Cheng Lingzhi Sun Yang Yu Shimeng Wang Ji Li Shuqi Ding Sijie Fan Yiting Zhu Xiaoli Luo Meng Xue Lina Wang Ying Li Zhixian | IndonesienAyuning Tika Vihari Anisa Yulistiawan Fazriah Nurbayan Cinta Priendtisca Nayomi Dayumin Raudani Fitra Iin Rosiana Damiri Maryati Sella Monim Nadia Hafiza Ramla Baharuddin Ratih Reski Wahyuni Ester Yustince Daimoi | ThailandKetkanok Chomchey Pranchalee Moonkasem Onuma Teeranaew Anuthida Saeheng Arisara Pantulap Benjamas Woranuch Jaruwan Chaikan Jirawan Hankhamla Patthama Nanthain Praewpan Kawsri Sukanya Poradok Watcharaporn Khadtiya Nipaporn Nopsri Thitima Sukrat |
| 500 m     | ChinaWang Li Shi Yingying Cheng Lingzhi Sun Yang Yu Shimeng Wang Ji Li Shuqi Ding Sijie Fan Yiting Zhu Xiaoli Luo Meng Xue Lina Wang Ying Li Zhixian | IndonesienAyuning Tika Vihari Anisa Yulistiawan Fazriah Nurbayan Cinta Priendtisca Nayomi Dayumin Raudani Fitra Iin Rosiana Damiri Maryati Sella Monim Nadia Hafiza Ramla Baharuddin Ratih Reski Wahyuni Ester Yustince Daimoi | MyanmarHla Hla Htwe Khin Su Su Anung Lin Lin Kyaw Man Huai Phawng Moe Ma Ma Myint Myint Soe Phyu Phyu Aung San San Moe Saw Myat Thu Soe Sandar Soe Soe Kyaw Su Wai Phyo Thet Phyo Naing Win Win Htwe                                                        |
| 1000 m    | ChinaWang Li Shi Yingying Cheng Lingzhi Sun Yang Yu Shimeng Wang Ji Li Shuqi Ding Sijie Fan Yiting Zhu Xiaoli Luo Meng Xue Lina Wang Ying Li Zhixian | IndonesienAyuning Tika Vihari Anisa Yulistiawan Fazriah Nurbayan Cinta Priendtisca Nayomi Dayumin Raudani Fitra Iin Rosiana Damiri Maryati Sella Monim Nadia Hafiza Ramla Baharuddin Ratih Reski Wahyuni Ester Yustince Daimoi | SüdkoreaByun Eun-jeong Cha Tae-hee Cho Soo-bin Han Sol-hee Jeong Ji-won Ju Hee Ju Yun-woo Kim Da-bin Kim Hyeon-hee Kim Yeo-jin Lee Hyeon-joo Lim Sung-hwa Tak Su-jin Yun Ye-bom                                                                             |